# Oberickelsheim
Oberickelsheim – miejscowość i gmina w Niemczech, w kraju związkowym Bawaria, w rejencji Środkowa Frankonia, w regionie Westmittelfranken, w powiecie Neustadt an der Aisch-Bad Windsheim, wchodzi w skład wspólnoty administracyjnej Uffenheim. Leży około 35 km na zachód od Neustadt an der Aisch, przy autostradzie A7 i drodze B13.

## Dzielnice
W skład gminy wchodzą następujące dzielnice: 
- Oberickelsheim
- Geißlingen
- Rodheim